# Sandra Duru-Eluobi
Sandra Chidinma Duru-Eluobi là một nữ doanh nhân người Nigeria và cũng là người sáng lập Tổ chức các vấn đề tiền trưởng thành (PAAO).
`

## Sự nghiệp
Trong kinh doanh, cô đã từng là Giám đốc điều hành/CEO của Sanchhy Nigeria Limited, Zest Media and Entertainment, và Executives Cable and Electronics Company, và quản lý một cửa hàng ở Lagos. Trong chính phủ, bà đã đóng một vai trò trong cuộc bầu cử của Rochas Okorocha làm thống đốc bang Imo năm 2011  và là cố vấn cho Tổ chức Tiêu chuẩn của Nigeria, Đơn vị Cảnh sát Phụ nữ, Ủy ban Dịch vụ Cảnh sát và Kulfana Công ty khai thác. Năm 2013, cô đã cân nhắc thành lập đảng chính trị của riêng mình và tự mình điều hành chính quyền bang.
Cô là người sáng lập Tổ chức các vấn đề tiền trưởng thành, một tổ chức phi chính phủ được Liên Hợp Quốc công nhận; Năm 2015, cô tuyên bố ra mắt một chương trình truyền hình liên quan nhằm vào 9 tuổi35, Bare It Out! Với Sandra Duru. Năm 2014, Đại sứ Nigeria tại Bờ Biển Ngà, Ifeoma Akabogu-Chinwuba, đã vinh danh cô vì "những đóng góp của bà trong việc cung cấp giải pháp cho vấn đề thất nghiệp, bạo lực và giáo dục ở Nigeria". Năm 2016, cô đã khởi động một dự án mới, Dự án Thống nhất và Hòa bình 2016202020 (Dự án Up).

## Cuộc sống cá nhân
Năm 2014, cô kết hôn với Emmanuel Ebuka Eulobi, một cầu thủ bóng đá; con trai của họ được sinh ra vào tháng 6 năm 2016.